# Harmacy
| Recensione     | Giudizio |
| -------------- | -------- |
| Piero Scaruffi | [ 1 ]    |

Harmacy è il sesto album in studio del gruppo indie rock statunitense Sebadoh, pubblicato da Sub Pop nel 1996.

## Storia
È il secondo e ultimo album del gruppo con il batterista Bob Fay, che aveva sostituito il membro fondatore Eric Gaffney nel 1994.
Come per il suo predecessore, Bakesale, i brani di Harmacy sono stati scritti principalmente da Loewenstein e dal membro fondatore Lou Barlow, mentre Bob Fay ha contribuito con la traccia Sforzando!. Nell'album è presente una cover di I Smell a Rat, della band hard rock statunitense The Bags. La reinterpretazione è stata inserita nella colonna sonora del film commedia-thriller americano del 1998 Homegrown - I piantasoldi..
Come Bakesale, l'album è stato una "produzione (relativamente) più raffinata", e ha fatto un ampio uso di chitarre elettriche e strutture delle canzoni più lunghe, segnando una chiara svolta rispetto agli album precedenti della band, lo-fi e spesso acustici, come la loro opera del 1991, Sebadoh III.
Versioni acustiche soliste di On Fire e Willing to Wait sono state pubblicate prima dell'uscita dell'album, rispettivamente nel singolo del 1994 Rebound e nella compilation del 1995 Rare on Air, Volume 2: KCRW Live.

## Copertina
La copertina dell'album presenta una fotografia di una farmacia a Cashel, in Irlanda, scattata dal membro della band Jason Loewenstein in tour. La "P" mancante ha dato all'album il suo titolo.

## Tracce
1. On Fire – 3:36 (Barlow)
2. Prince-S – 2:52 (Loewenstein)
3. Ocean – 2:46 (Barlow)
4. Nothing Like You – 3:09 (Loewenstein)
5. Crystal Gypsy – 1:29 (Loewenstein)
6. Beauty of the Ride – 2:48 (Barlow)
7. Mind Reader – 1:50 (Loewenstein)
8. Sforzando! – 3:30 (Fay)
9. Willing to Wait – 3:32 (Barlow)
10. Hillbilly II – 1:59 (Loewenstein)
11. Zone Doubt – 2:18 (Loewenstein)
12. Too Pure – 3:46 (Barlow)
13. Worst Thing – 2:55 (Loewenstein)
14. Love to Fight – 0:54 (Loewenstein)
15. Perfect Way – 2:49 (Barlow)
16. Can't Give Up – 2:02 (Loewenstein)
17. Open Ended – 3:28 (Barlow)
18. Weed Against Speed – 2:55 (Barlow)
19. I Smell a Rat – 1:34 (Jon Hardy, Jim Janota, Crispin Wood)

## Formazione
- Lou Barlow – basso
- Jason Loewenstein – voce, chitarra
- Bob Fay – batteria

## Accoglienza
L'album è stato ben accolto dalla critica. Stephen Thompson di The Onion's The A.V. Club ha scritto che Harmacy «non ha la notevole coerenza di ''Bakesale'' nel suo insieme, ma il forte equilibrio tra le canzoni pop soft (''Too Pure'', ''Perfect Way'', la ballata pop ''Willing to Wait'') e l'abrasivo punk rock delle canzoni (''Love to Fight'', ''Mind Reader'', ''Can not Give Up'') coesistono bene in qualche modo.»
Harmacy è stato incluso in diverse liste di album per il 1996, tra cui Ten Best Albums di Rolling Stone (n. 8), il sondaggio "Pazz & Jop Critics" di Village Voice (n. 36) e il sondaggio dei critici del NME (n. 38).